# ホテルマイステイズ宇都宮
ホテルマイステイズ宇都宮（ホテルマイステイズうつのみや）は、アイコニア・ホスピタリティ（2025年7月にマイステイズ・ホテル・マネジメントから社名変更）が運営する栃木県宇都宮市東宿郷二丁目にあるホテルである。JR宇都宮駅東口から徒歩3分。

## 概要
1990年1月12日、JR宇都宮駅東口にシティホテル・「ホテルフェアシティ」として開業。その後イシン・ホテルズ・グループが、帝国ホテルやホテルニューオータニの改装設計を手がけたデザイナー・室井光昭を起用して全館改装し、名称もイシン・グループのブランドである「宇都宮ポートホテル」としたうえで2007年10月1日に開業した。ランチは肉料理・魚料理の他にプレミアセレクションやレディースセットがあり、全ての料理にライス・サラダ・スープ・ドリンクバー・デザートが付き、お昼時は女性で賑わっていた。
さらに2013年8月29日を以ってイシン・ホテルズ・グループの経営から離れ、翌8月30日からはフレックステイ・ホテルマネジメント（後にマイステイズ・ホテル・マネジメントに改称）の運営する「ホテルマイステイズ宇都宮」として引き継がれた。ホテルマイステイズブランドとしては25番目の出店で、北関東初進出であった。同年11月から2014年1月にかけて、リノベーションを実施した。
客室は白を基調に足元を茶色であしらい、全体的に清潔感と落ち着いた雰囲気を醸す。ビジネス客の利用が多く、宴会場やレストランも充実し、結婚式場としても利用されている。宿泊者専用のフィットネスジムもある。朝食は和洋食のブッフェスタイルで、栃木県産コシヒカリ、餃子、宇都宮焼きそば、那須御養卵、レモン牛乳など栃木名物も提供する。
2022年8月27日から28日にかけて、第61回日本白内障学会総会・第48回水晶体研究会が開催された。

## 設備
建物は1990年1月11日竣工。
- 敷地面積：1,430.78m2[1]
- 建築面積：12,453.86m2
- 延床面積：11,733.23m2[1]
- 構造：鉄骨鉄筋コンクリート構造[1]
- 階層：地上12階地下2階[1]
- 客室数：116室[1]
- 営業施設
  - 会議室・宴会場：大3、中小11[3]
  - レストラン：1（トラベルカフェ）
  - 婚礼施設（チャペル、神殿、写真室、美容室、フラワーショップ、ブライダルサロン）
  - フィットネスジム（宿泊者専用、インストラクターなし）[5]
  - 駐車場：58台[2][3]

## 客室
客室総数は116室で、ツインルーム・ダブルルームが9割を占める。うちスイートルームは1室。2014年の客室稼働率は83.8%であった。
- エコノミーシングル（定員1名）：11 m2、ベッドサイズ：1100 x 2050 mm
- スタンダードダブル（定員2名）：12 m2、ベッドサイズ：1400 x 2050 mm
- スーペリアダブル（定員2名）：15 m2、ベッドサイズ：1400 x 2050 mm
- ハリウッドツイン（定員2名）：17 m2、ベッドサイズ：1100 x 2050 mm
- スタンダードツイン（定員2名）：18 m2、ベッドサイズ：1200 x 2050 mm
- スーペリアトリプル（定員3名）：23 m2、ベッドサイズ：1200 x 2050 mm
- スーペリアクイーン（定員2名）：23 m2、ベッドサイズ：1600 x 2050 mm
- スーペリアツイン（定員2名）：23 m2、ベッドサイズ：1200 x 2050 mm
- デラックスツイン（定員2名）：42 m2、ベッドサイズ：1200 x 2050 mm
- ジュニアスイート（定員2名）：50 m2、ベッドサイズ：1400 x 2050 mm

### 宇都宮ポートホテル時代
- シングル（定員1名）：16.5 m2、ベッドサイズ：1210 x 2050 mm
- ダブル（定員2名）：22.6 m2、ベッドサイズ：1380 x 2050 mm
- ツイン（定員2名）：23.9 m2、ベッドサイズ：1050 x 2050 mm
- デラックスツイン（定員2名）：25 m2、ベッドサイズ：1210 x 2050 mm
- スイートルーム（定員2名）：62 m2、ベッドサイズ：1380 x 2050 mm